# Too many broken hearts
Too many broken hearts is de derde single van Jason Donovan. Het is afkomstig van zijn studioalbum Ten good reasons uit 1988 en werd in februari 1989 op single uitgebracht. Jason Donavan maakte toen samen met onder andere Kylie Minogue deel uit van de “stal” van Stock Aitken Waterman. Dit had tot gevolg dat de muziek die Donovan maakte sterk leek op die van Minogue toen. De single die voor Too many broken hearts werd uitgebracht was een samenwerking tussen Jason en Kylie en dat plaatje Especially for you haalde net als Too many broken hearts de nummer 1-positie in het Verenigd Koninkrijk (13 weken notering) en Ierland.
In Nederland was de plaat op donderdag 23 maart 1989 TROS Paradeplaat op Radio 3 en werd mede hierdoor een grote hit. De plaat bereikte de 3e positie in zowel de Nederlandse Top 40 als de Nationale Hitparade Top 100.
In België bereikte de plaat de 2e positie in zowel de Vlaamse Ultratop 50 als de Vlaamse Radio 2 Top 30.
Er zijn wel enige covers van deze plaat. De meest bijzondere is zonder meer die van punkband Peter and the Test Tube Babies voor hun album The $hit factory.

## Hitnoteringen

### Nederlandse Top 40
| Positie: | 24 | 13 | 6 | 3 | 3 | 5 | 9 | 18 | 30 | 35 | 40 | uit |

### Nationale Hitparade Top 100
| Positie: | 92 | 79 | 56 | 18 | 13 | 8 | 4 | 3 | 4 | 7 | 13 | 19 | 26 | 33 | 61 | 80 | uit |

### Vlaamse Radio 2 Top 30
Het haalde geen nummer 1-positie door Eternal flame van The Bangles
| Positie: | 30 | 21 | 14 | 9 | 3 | 3 | 3 | 2 | 2 | 3 | 6 | 10 | uit |

### Vlaamse Ultratop 50
Het haalde geen nummer 1-positie door Eternal flame van The Bangles
| Positie: | 39 | 27 | 13 | 8 | 4 | 3 | 3 | 2 | 2 | 4 | 9 | 14 | 24 | uit |

### NPO Radio 2 Top 2000
Too many broken hearts stond alleen in 2000 in de NPO Radio 2 Top 2000, op plek 1953.